# Cimarron (Kansas)
Cimarron – miasto położone w Hrabstwie Gray. Liczba ludności w 2010 roku wynosiła 2184.